# Annette Vogel
Annette Vogel (* 1963 in Heilbronn) ist eine deutsche Kunsthistorikerin und Kuratorin.

## Werdegang
Annette Vogel studierte Kunstgeschichte, Germanistik und Volkswirtschaftslehre in München, Berlin und Freiburg i. Br. Ihre Magisterarbeit schrieb sie über Joseph Beuys. Sie war am Museum für Neue Kunst in Freiburg i. Br. tätig, bevor sie zur Serge Sabarsky Gallery in New York wechselte. In Folge arbeitete sie in New York und Deutschland im Kunsthandel, Sammlungsmanagement und internationalen Ausstellungswesen u. a. wirkte sie 1993 beim Aufbau des Egon Schiele Centrums in Krumau (Tschechien) mit.
Von 1996 bis 2013 leitete sie die Repräsentanz Serge Sabarsky Inc. in Berlin und München. Hier war sie für die Sammlung in New York als auch für Ausstellungen in Europa verantwortlich. Teile der von ihr betreuten Expressionismus-Sammlung befinden sich heute in der Neuen Galerie in New York.
Seit 1997 ist Vogel als freie Kuratorin für Kunstsammlungen und Stiftungen tätig und realisiert Ausstellungen für Museen, Institutionen und Ausstellungshäuser im In- und Ausland. Sie ist Herausgeberin und Autorin zahlreicher Publikationen zur Kunst des deutschen und österreichischen Expressionismus, der klassischen Moderne und zeitgenössischen Kunst. Zwischen 2001 und 2004 war sie Teilhaberin einer Galerie in Berlin-Mitte mit Positionen zur Konzeptkunst der Gegenwart.
Zudem kuratiert sie seit 2009 die ADAC-Kunstsammlung, die sich in der Zentrale des Unternehmens in München befindet und Werke internationaler zeitgenössischer Künstler beinhaltet, die sich mit dem Thema „Mobilität“ auseinandersetzen. Kuratorisches Wissen vermittelt sie als Lehrbeauftragte an der Akademie der Bildenden Künste München.
Seit September 2022 leitet Vogel das Museum Penzberg.
Vogel ist Mitglied beim Internationalen Museumsrat (ICOM), im Arbeitskreis Corporate Collections, im Kulturkreis der deutschen Wirtschaft sowie im Verband Deutscher Kunsthistoriker. Zudem engagiert sie sich in München beim Freundeskreis der Pinakotheken, bei den Freunden Haus der Kunst, der Staatlichen Graphischen Sammlung, dem Kunstverein München sowie im Akademieverein München und gehört verschiedenen Jurys zur zeitgenössischen Kunst an.
Sie lebt und arbeitet in München und Berlin.

## Ausstellungen (Auswahl)
- Max Beckmann, Graphik und Skulpturen, Jahrhunderthalle Hoechst Frankfurt / Kunstverein Freiburg i. Br. / Kunstmuseum Heidenheim 1998
- Kokoschka. Vienna 1906 – Paris 1931. Musée-Galerie de la Seita Paris 1999
- Sécession. L’Art Graphique à Vienne au Tour de 1900. Musée-Galerie de la Seita Paris 1999
- Klimt, Schiele, Kokoschka. Kunstforeningen, Kopenhagen 2002
- Die Zeit des deutschen Expressionismus aus der Sammlung Serge Sabarsky. Kunstforeningen, Kopenhagen 2003
- Gustav Klimt, Disegni dalla Collezione Sabarsky. Pinacoteca Giovanni e Marella Agnelli, Turin 2004
- Gustav Klimt, Disegni Proibiti. Castello Visconteo Pavia 2005
- Gustav Klimt, 100 Mujeres. Fundación Mapfre Madrid 2006
- Klimt, Schiele, Kokoschka. Akt, Geste, Psyche. Städtische Museen Heilbronn 2006
- mit Alfred Weidinger: Oskar Kokoschka. The Nordic Watercolour Museum Skärhamn 2006
- Gustav Klimt, 100 Mujeres, Fundación Mapfre Madrid 2006
- mit Bertrand Lorquin: Allemagne. Les Années Noires. Musée Maillol Paris 2007[6]
- George Grosz. Gegen den Strich. Städtische Museen Heilbronn 2008
- mit Rudolph Greiner: Emil Nolde. Weltsicht, Farbe, Phantasie. Stadthalle Balingen 2008
- mit Dieter Buchhart, Hartwig Knack: Otto Dix. Zwischen Paradies und Untergang. Kunsthalle Krems 2009
- Gustav Klimt. LaCaixa Forum Lleida, 2008; LaCaixa Forum Tarragona 2009
- Gustav Klimt. Beethovenfries und Zeichnungen. Stadthalle Balingen 2010;[7] Spazio Oberdan, Mailand 2012
- George Grosz. De Berlin a Nova York. LaCaixa Forum Palma 2012, LaCaixaForum Tarragona 2012/2013
- George Grosz. Krieg Grotesk – zwischen Expressionismus und Neuer Sachlichkeit. Buchheim Museum Bernried, 2014[8]
- mit Magdalena Moeller: Ernst Ludwig Kirchner. Modelle, Akte, Kokotten, mit Werken aus dem Brücke-Museum Berlin. Stadthalle Balingen 2016[9]
- Das Auto in der Kunst. Rasende Leidenschaft. Kunsthalle in Emden – Stiftung Henri und Eske Nannen 2017[10]
- Hans Purrmann. Kolorist der Moderne. Kunstforeningen GL Strand, Kopenhagen / Kunsthalle Vogelmann, Heilbronn 2019/2020[11]
- Hundertwasser, Nordiska Akvarellmuseet, Skärhamn (Schweden), 2021
- Follow George Grosz, Städtisches Museum Kunstsammlung Jena 2022

## Publikationen (Auswahl)

### Ausstellungskataloge
- als Hrsg.: Oskar Kokoschka. Die frühen Jahre. Ausstellung für Serge Sabarsky. Städtische Galerie Klagenfurt 1997, ISBN 3-921561-32-9.
- mit Bertrand Lorquin und Hans Wilderotter: Allemagne. Les Annees Noires. Katalog zur Ausstellung Musée Maillol Paris 2007. Verlag Gallimard, 2007, ISBN 978-2-07-011911-0.
- mit Magdalena Moeller (Hrsg.): Emil Nolde, Weltsicht, Farbe, Phantasie. Ausstellungskatalog. Balingen 2008, Hirmer Verlag, München, ISBN 978-3-7774-4535-9.
- als Hrsg.: Gustav Klimt. Beethovenfries. Zeichnungen. Katalog zur Ausstellung Stadthalle Balingen 2010, Hirmer Verlag, München 2010, ISBN 978-3-7774-2881-9.
- als Mitautor: George Grosz, de Berlín a Nova York. Obres 1912–1949. Ausstellungskatalog. Verlag Obra Social "la Caixa", Barcelona 2012.
- mit Daniel J. Schreiber (Hrsg.): Grosz. Krieg Grotesk. Katalog zur Ausstellung Buchheim Museum Bernried. Buchheim Verlag, Feldafing 2014.
- mit Katharina Henkel (Hrsg.): Das Auto in der Kunst. Rasende Leidenschaft. Katalog zur Ausstellung Kunsthalle in Emden – Stiftung Henri und Eske Nannen 2017, Wienand Verlag Köln 2017, ISBN 978-3-86832-401-3.
- als Hrsg.: Hans Purrmann – Kolorist der Moderne. Katalog zur Ausstellung Kunstforeningen GL Strand, Kopenhagen / Kunsthalle Vogelmann, Heilbronn 2019/2020. Hirmer Verlag, München 2019, ISBN 978-3-7774-3364-6.
- als Hrsg.: Kunst bewegt, Hirmer Verlag, München 2021, ISBN 978-3-7774-3742-2.
- mit Bera Nordal (Hrsg.): Hundertwasser, Katalog zur Ausstellung im Nordiska Akvarellmuseet, Skärhamn (Schweden), 2021.
- mit Erik Stephan (Hrsg.): Follow George Grosz. Gemälde, Zeichnungen, Druckgrafik und Filme. Katalog zur Ausstellung in den Städtischen Museen Jena. Kunstsammlung Jena, 2022, ISBN 978-3-942176-65-1.

### Aufsätze
- Tänzerin im Wald. In: Ernst Ludwig Kirchner. Modelle, Akte, Kokotten. Stadthalle Balingen 2013. Hirmer, Verlag, München 2013, ISBN 978-3-7774-2643-3, S. 203–220.
- Erich Heckel in Süddeutschland – Es ist ja immer so, daß ich eine Idealheimat habe und Stücke davon hier und da finde. In: Erich Heckel. Der große Expressionist. Stadthalle Balingen 2013. Hirmer Verlag, München 2013, ISBN 978-3-7774-9071-7, S. 250–256.
- Über Sinnlichkeit und Aura. Das spannungsreiche Verhältnis von Zeichnungen und Gemälden im Werk von Gustav Klimt. In: Gustav Klimt. Disegni intorno al Fregio di Beethoven. Spazio Oberdan, Mailand 2012. Verlag Skira Mailand 2012, ISBN 978-88-572-1405-4, S. 13–19.
- Kunst als Gewehr und Säbel. In: George Grosz. Gegen den Strich. Städtische Museen Heilbronn 2008. Edition Braus-Wachter Verlag, ISBN 978-3-89904-324-2, S. 22–29.
- Klimt – Schiele – Kokoschka. Der Aufbruch in die Moderne. In: Klimt, Schiele, Kokoschka. Akt, Geste, Psyche. Edition Braus im Wachter-Verlag, 2006, ISBN 3-89904-265-4, S. 19–27.
- Oskar Kokoschka. Aufbruch in die Moderne. In: Oskar Kokoschka. The Nordic Watercolour, Skärhamn 2006, S. 40–45.
- Zu den erotischen Zeichnungen von Gustav Klimt. In: Gustav Klimt, Disegni Proibiti. Castello Visconteo, Pavia 2005, S. 13–19.
- Sensuality and Aura, In: Gustav Klimt, Disegni dalla Collezione Sabarsky. Pinacoteca Giovanni e Marella Agnelli, Torino 2004, S. 11–21.
- Über Abwesenheit und Anwesenheit in den Zeichnungen von Egon Schiele. In: Egon Schiele. Museo D’Arte Moderna della Citta di Lugano, Villa Malpensata, Verlag Skira, Mailand 2003, ISBN 88-8491-526-0, S. 107–113.